# Daniel Werner (Schauspieler)
Daniel Werner (* 29. Juli 1957 in Wiesbaden) ist ein deutscher Schauspieler, Autor, Musiker, Hörspiel-, Synchron- und Off-Sprecher.

## Leben
Daniel Werner ist ein Sohn der Schauspielerin Elisabeth Scherer. Schon als Kind trat er am Theater Ulm auf.
Er studierte zunächst einige Semester Theaterwissenschaften in München und absolvierte dann von 1979 bis 1983 eine Ausbildung an der Westfälischen Schauspielschule in Bochum. Es folgten Engagements unter anderem am Schauspielhaus Bochum, dem Theater Baden-Baden, dem Düsseldorfer Schauspielhaus und den Städtischen Bühnen Krefeld und Mönchengladbach. Er spielte in der Bühnenfassung von Gottes vergessene Kinder den Orin, Eilif in Mutter Courage und in Der kleine Horrorladen die Hauptrolle des Seymour.
Ferner schrieb Werner mehrere Theaterstücke, so Heldentod. Eine Ansehrolle (Uraufführung: 5. März 1993), die Revue Ich sprenge alle Ketten (Uraufführung: 8. September 1995) und das Drama Mutterkreuz oder: Das erste Band, ein Stück über einen Mutter-Sohn-Konflikt vor dem Hintergrund von altem und neuem Nazi-Gedankengut mit seiner Mutter Elisabeth Scherer in der Hauptrolle (Uraufführung: 8. Mai 1996). Als Theaterautor und Theaterregisseur benutzt Werner gelegentlich das Pseudonym Engelbert Brunn.
Als Schauspieler war er unter anderem in Jede Menge Leben (ZDF), in der RTL-Soap Unter uns und als Axel in der Lindenstraße (ARD) zu sehen.
Gelegentlich tritt Werner mit literarischen Lesungen in Erscheinung, u. a. mit Texten von Roland Barthes, Walter Benjamin, Emil Cioran, Vladimir Nabokov, Paul Valéry und Thomas Bernhard. Teilweise haben diese Lesungen performativen Charakter. Von 2010 bis 2019 ging er regelmäßig zusammen mit dem Musikwissenschaftler Prof. Martin Geck auf Lesereisen, bei denen die Rezitation der Werke Gecks, u. a. über Robert Schumann, Ludwig van Beethoven, Richard Wagner und Matthias Claudius, in improvisierte Dialoge der beiden eingebunden wurden. Dies führte ihn u. a. auf das Beethovenfest in Bonn und an das Berliner Ensemble.
Werner produziert seit 2006 Musik unter dem Namen Wolfram Wire und verlegte seit 2009 einige seiner Projekte auf dem eigenen Label Drahtwald. Seine Musik ist experimenteller Natur, und inkorporiert häufig spoken word. Er kollaborierte für seine Projekte mit zahlreichen anderen Musikern, unter anderem Trish Keenan, James Cargill und Roj Stevens von der britischen Band  Broadcast.
Er ist als Sprecher für den WDR-Hörfunk tätig und es wurden mehrere Hörspiele unter seiner Mitwirkung veröffentlicht. Als Synchronsprecher sprach er unter anderem Robert De Niro im Film Greetings von Brian De Palma. Ferner spricht er die Off-Kommentare der Koch-Sendungen Das perfekte Dinner und Das perfekte Promi-Dinner für den Fernsehsender VOX.

## Filmografie
- 1985: Tatort: Der Mord danach (TV-Reihe)
- 1986: Wahnfried
- 1986: Lenz oder die Freiheit (TV-Mehrteiler)
- 1989–1997: Lindenstraße (TV-Serie, vier Folgen)
- 1993, 1997 Ein Fall für zwei (TV-Serie, zwei Folgen)
- 1995–1996: Verbotene Liebe (TV-Serie, zwölf Folgen)
- 1996: SK Babies (TV-Serie, eine Folge)
- 1996: Tykho Moon
- 1999: Schimanski: Sehnsucht (TV-Reihe)
- 1999: Florian – Liebe aus ganzem Herzen (TV)
- 1999: Unter uns (TV-Serie, zwei Folgen)

## Diskografie
Alben
- 2006: Wiesenmusik (mit Trish Keenan und James Cargill)
- 2012: Strom
- 2013: Spammusik

EPs
- 2009: The Bookshelf EP (mit Alisia Casper)